# Carybdeida
Ordre
Synonymes
- Cubomedusae Haeckel, 1877

Les Carybdeida sont l'un des deux ordres de la classe Cubozoa (« cuboméduses »), qui sont une classe de cnidaires ressemblant à des méduses, de forme plus ou moins cubique (à symétrie radiale d'ordre 4). 

## Description et caractéristiques
Cet ordre se distingue de son alternative par une anatomie plus simple, avec des muscles on ramifiés aux angles et en général seulement quatre tentacules. 

## Liste des familles
Selon World Register of Marine Species (25 mars 2016) :
- famille Alatinidae Gershwin, 2005
- famille Carukiidae Bentlage, Cartwright, Yanagihara, Lewis, Richards & Collins, 2010
- famille Carybdeidae Gegenbaur, 1857
- famille Tamoyidae Haeckel, 1880
- famille Tripedaliidae Conant, 1897

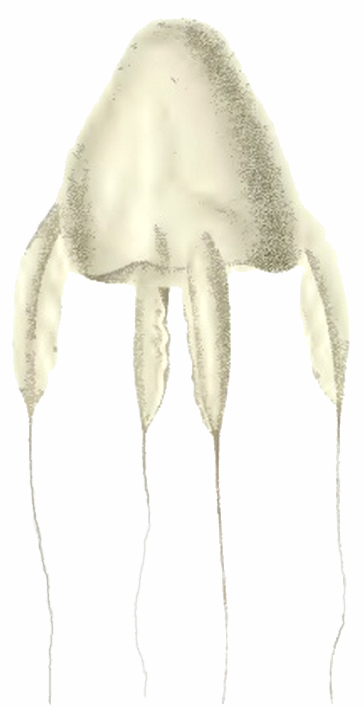
Alatina alata, une Alatinidae.
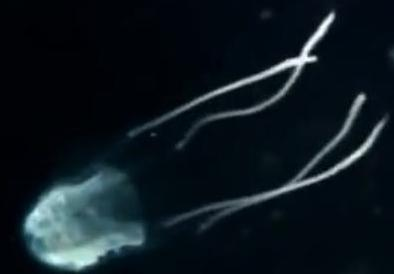
Une Carukiidae (peut-être Carukia barnesi).
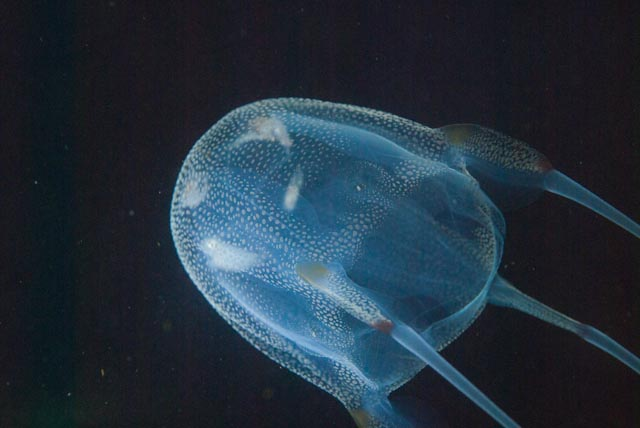
Carybdea branchi, une Carybdeidae.
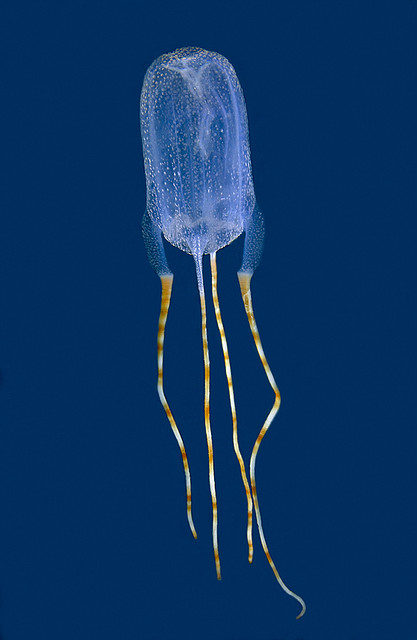
Tamoya ohboya, une Tamoyidae.
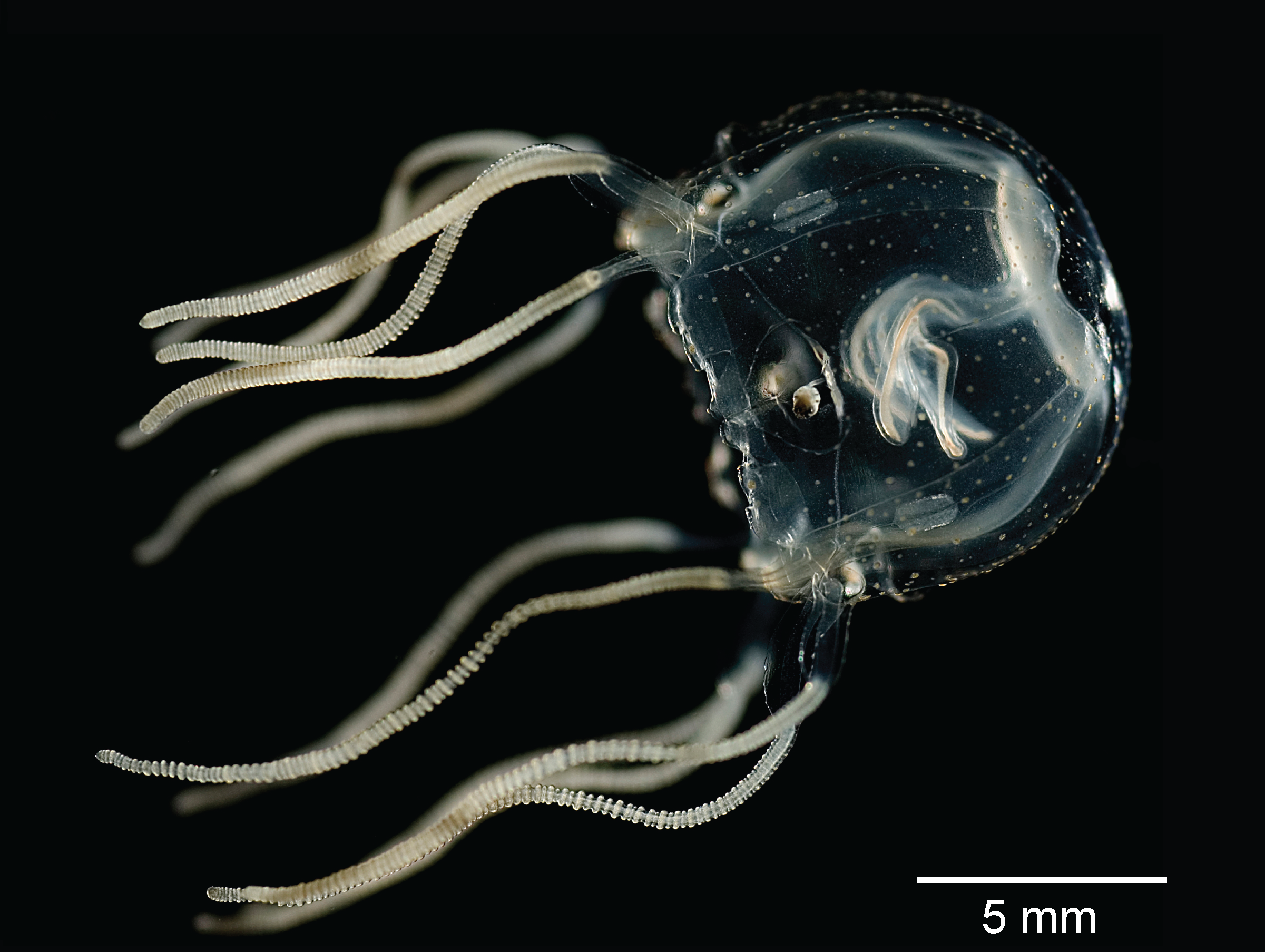
Tripedalia cystophora, une Tripedaliidae.